# Carlotta Maironi da Ponte
Carlotta Maironi da Ponte (Bergamo, 16 maggio 1827 – 1873) è stata un soprano italiano.

## Biografia
Formatasi al  Conservatorio di Milano, al termine degli studi ottenne una scrittura come prima donna al teatro di Cagliari dove debuttò nel ruolo di Eleonora nel Torquato Tasso di Donizetti. Il 17 aprile 1847 fece parte del cast della prima opera rappresentata al Gran Teatre del Liceu di Barcellona, l'Anna Bolena di Donizetti, nel ruolo di Anna Seymour.
Nel dicembre 1847 sposò il compositore boemo Václav Hugo Zavrtal, da cui ebbe come figlio Ladislav Zavrtal a sua volta compositore.